# Alexandre de Beauharnais
Alexandre François Marie de Beauharnais, vikomt de Beauharnais (28. května 1760, Fort-de-France, ostrov Martinique – 23. července 1794, Paříž, popraven) byl francouzský voják a politik, krátce předseda Národního shromáždění. Byl prvním manželem Joséphiny, pozdější císařovny Francouzů a manželky Napoleona I.

## Život
Alexandre, Vicomte de Beauharnais se vyznamenal během americké války o nezávislost, kde působil ve francouzském expedičním sboru pod velením generála Rochambeau. Od roku 1784 sloužil v jízdním pluku Royal-Champagne a roku 1788 dosáhl hodnosti majora.
Při vypuknutí revoluce se stal za šlechtu poslancem generálních stavů. Byl jedním z prvních šlechticů, kteří v Národním shromáždění přestoupili k třetímu stavu. V první fázi revoluce byl považován za předního politika a v době pokusu o útěk krále Ludvíka XVI. s rodinou byl Alexandre předsedou Národního shromáždění (červen 1791). Krátce poté se vrátil do armády a stal se generálním adjutantem severní armády pod velením generála Custine. V armádě byl úspěšný a 7. září 1792 byl povýšen do hodnosti brigádního generála. Pak roku 1793 převzal již jako divizní generál (povýšen 8. března 1793) vrchní velení rýnské armády (23. května 1793). Z funkce však krátce nato odstoupil, na základě Carnotova dekretu, nařizujícího odchod šlechticů z armády. V důsledku falešného obvinění byl zatčen roku 1794 a revolučním tribunálem byl odsouzen k smrti. Zemřel na popravišti čtyři dny před pádem Robespierovým a tedy i koncem hrůzovlády. Je pohřben v hromadném hrobě na hřbitově Cimetière de Picpus v Paříži.
Ve vězení se smířil se svou ženou, od které žil po soudní rozluce odděleně několik let. Manželkou byla Josephina Tascher de la Pagerie, též rodačka z ostrova Martinique.
Z manželství, které bylo uzavřeno 13. prosince 1779, vzešly dvě děti:
- Evžen de Beauharnais (3. září 1781 – 21. února 1824), dědičný frankfurtský velkovévoda, vévoda z Leuchtenberku, kníže z Eichstättu a italský místokrál, ⚭ 1806 Augusta Bavorská (21. června 1877 – 13. května 1851)
- Hortense de Beauharnais (10. dubna 1783 – 5. října 1837), ⚭ 1802 Ludvík Bonaparte (2. září 1778 – 25. července 1846), holandský král v letech 1806–1810